# Trapezaspis pinoruminsulae
Trapezaspis pinoruminsulae is een insect uit de orde Phasmatodea en de familie Phasmatidae. De wetenschappelijke naam van deze soort is voor het eerst geldig gepubliceerd in 2013 door Delfosse.